# Rosny-sur-Seine
Rosny-sur-Seine är en kommun i departementet Yvelines i regionen Île-de-France i norra Frankrike. Kommunen ligger i kantonen Mantes-la-Ville som tillhör arrondissementet Mantes-la-Jolie. År 2022 hade Rosny-sur-Seine 7 041 invånare.

## Befolkningsutveckling
Antalet invånare i kommunen Rosny-sur-Seine
| Referens: INSEE |